# Hangar 13
Hangar 13 ist ein amerikanischer Videospielentwickler mit Sitz in Novato, Kalifornien, auf dem Gebiet der ehemaligen Hamilton Air Force Base. Gegründet mit Haden Blackman im Dezember 2014 als Abteilung von 2K Games (einem Verlagslabel von Take-Two Interactive), war das Debütspiel des Unternehmens Mafia III, das im Oktober 2016 veröffentlicht wurde. Im Jahr 2017 wurde 2K Czech bei Hangar 13 eingegliedert, weshalb das Studio zwei zusätzliche Studios in Brünn und Prag erhielt; ein weiteres Studio wurde 2018 in Brighton eröffnet.

## Geschichte
Die Planungen zur Eröffnung eines neuen Studios in Novato gehen auf eine Ankündigung von 2K Games im September 2013 zurück, als das Unternehmen bekannt gab, dass Rod Fergusson ein neues Studio in San Francisco aufbauen solle. Im Folgemonat schloss 2K Games das ebenfalls in Novato ansässige Studio 2K Marin, das nach wechselhafter Entwicklungszeit kurz zuvor das letztlich glücklose The Bureau: XCOM Declassified veröffentlicht hatte. Einige wenige Entwickler sollten zu Fergussons neuem Studio wechseln. Fergusson verließ 2K Games jedoch bereits wieder im Januar 2014, da es laut seiner Aussage „kreative Differenzen“ zwischen ihm und dem Management des Mutterkonzerns gab.
Am 4. Dezember 2014 gab 2K die erfolgreiche Formierung von Hangar 13 unter Leitung von Haden Blackman, dem ehemaligen Creative Director von LucasArts, bekannt. Blackman sagte gegenüber GamesBeat, dass das Studio an einem Spiel für Microsoft Windows, PlayStation 4 und Xbox One arbeiten würde. Mafia III, der Debüttitel des Studios, wurde im August 2015 angekündigt. 2K Czech, der Entwickler früherer Einträge in der Mafia-Serie, hatte eine unterstützende Rolle bei der Entwicklung des Spiels. Mafia III wurde am 7. Oktober 2016 für Microsoft Windows, PlayStation 4 und Xbox One veröffentlicht. Im Jahr 2017 wurde 2K Czech bei Hangar 13 eingegliedert.
Im Februar 2018 gab 2K bekannt, dass Hangar 13 von beträchtlichen Entlassungen betroffen war, ohne genaue Zahlen zu nennen. Damals machte Hangar 13 ein Brainstorming für sein nächstes Spiel – eine Idee beinhaltete ein „Kampf zur Musik“-System, bei dem die Bewegung des Spielers Lieder erzeugen würde, ähnlich wie für das eingestellte Spiel Chroma von Harmonix. Im Mai 2018 eröffnete Hangar 13 ein zusätzliches Studio in Brighton, Großbritannien, unter der Leitung von Nick Baynes. Im Juli 2018 gab das Studio bekannt, dass es an einer neuen Marke arbeite.
Im März 2019 wurde bekannt gegeben, dass das Studio mit Gearbox Software zusammengearbeitet hatte, um ein kostenloses Update für Borderlands: The Handsome Collection zu entwickeln, das den überarbeiteten Versionen von Borderlands 2 und Borderlands: The Pre-Sequel 4K-Grafiken hinzufügte.
Haden Blackman verließ Hangar 13 im Mai 2022 und übergab seine Position an Brighton-Studioleiter Nick Baynes.

## Spiele
| Jahr | Titel                     | Plattformen                                                  |
| ---- | ------------------------- | ------------------------------------------------------------ |
| 2016 | Mafia III                 | Windows, PlayStation 4, Xbox One                             |
| 2020 | Mafia: Definitive Edition | Windows, PlayStation 4, Stadia, Xbox One                     |
| 2024 | TopSpin 2k25              | Windows, PlayStation 4, PlayStation 5, Xbox One, Xbox Series |
| 2025 | Mafia: The Old Country    | Windows, PlayStation 5, Xbox Series                          |